# La costa dei barbari (film 1964)
La costa dei barbari (Coast of Skeletons) è un film del 1964, diretto da Robert Lynn.

## Trama
Harry Sanders e il suo assistente Tom si recano in Africa per indagare sull'affondamento di una barca per conto di una compagnia assicuratrice. L'investigatore scoprirà che sia il comandante Von Koltze che il proprietario della nave affondata Magnus tentano di sabotare le operazioni perché sono in cerca di un tesoro inabissato nel periodo della guerra.